# レスピューグのヴィーナス
レスピューグのヴィーナスは、26000から24000年前と年代を推定される、グラベット文化の裸の女性の姿の彫像のヴィーナス小像である。

## 発見
それは、ルネ・ド・サン＝ペリエ（仏: Rene de Saint-Perier、1877-1950）によって、ピレネー山脈の山の麓の小丘にある、（オート＝ガロンヌ県の）レスピューグ（英語: Lespugue）のリドー洞窟で、1922年に発見された。
約6インチ（150mm）の高さの、それは牙の象牙から彫りだされており、発掘中に損傷された。

## 特徴

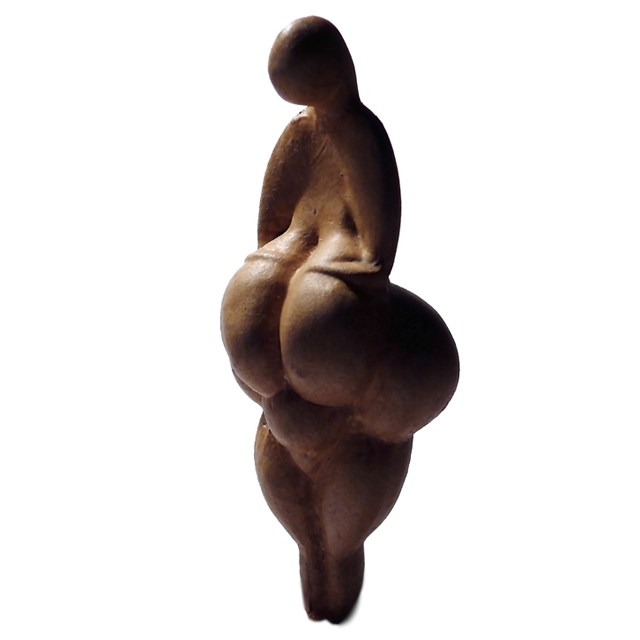
レスピューグのヴィーナス（複製）、人類博物館、パリ

すべて後期旧石器時代のものとして発見される脂臀のヴィーナスの小立像の、レスピューグのヴィーナスは、復元が無傷ならば、極端に大きく、ぶら下がった乳房を誇示するようあらわれる。
染織が専門のエリザベス・ウェイラント・バーバー（英語: Elizabeth Wayland Barber）によれば、その像は、腰の下方から掛けられたスカートを示す彫刻として、最後にはぼろぼろになるより合わされた繊維でできた紡糸が見出される最初の表現をあらわす。

## 所在
レスピューグのヴィーナスは、フランスの人類博物館に所蔵されている。